# Черна дива тиква
Черните диви тикви (Bryonia dioica) са вид растения от семейство Тиквови (Cucurbitaceae).
Таксонът е описан за пръв път от Николаус Йозеф фон Жакен през 1774 година.

## Форми
- Bryonia dioica f. corsica